# (100360) 1995 UE12
(100360) 1995 UE12 es un asteroide perteneciente al cinturón de asteroides, descubierto el 17 de octubre de 1995 por el equipo del Spacewatch desde el Observatorio Nacional de Kitt Peak, Arizona, Estados Unidos.

## Designación y nombre
Designado provisionalmente como 1995 UE12.

## Características orbitales
1995 UE12 está situado a una distancia media del Sol de 2,536 ua, pudiendo alejarse hasta 2,848 ua y acercarse hasta 2,224 ua. Su excentricidad es 0,122 y la inclinación orbital 2,555 grados. Emplea 1475 días en completar una órbita alrededor del Sol.

## Características físicas
La magnitud absoluta de 1995 UE12 es 16,6.